# Mine de Frontier
La mine de Frontier est une mine à ciel ouvert de cuivre située dans la province de Katanga en République démocratique du Congo. Elle est détenue par Eurasian Natural Resources Corporation depuis 2012. Elle appartenait dans les années 2000 à First Quantum Minerals qui a vendu le site à la Société de développement industriel et minier du Congo, après un conflit avec le gouvernement . Elle est située près de la frontière avec la Zambie et de la ville de Sakania.